# Rödgöl (Fågelfors socken, Småland)
Rödgöl är en sjö i Högsby kommun i Småland och ingår i Emåns huvudavrinningsområde.